# Charles Lalemant
Ne doit pas être confondu avec Charles Lallemand.
Pour les articles homonymes, voir Lalemant.

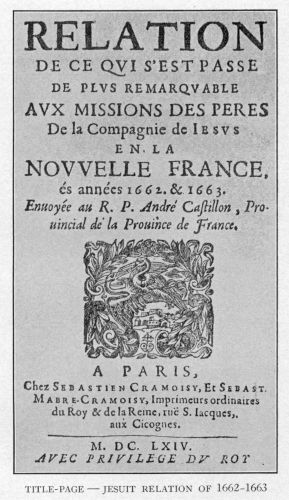

Charles Lalemant (1587-1674) est un jésuite français connu pour avoir été un pionnier de l'instruction au Canada.
Il est l'un des trois pères qui arrivent à Québec le 19 juin 1625 et assure dès lors la fonction de supérieur de la mission jésuite chez les Hurons jusqu'en 1629. Il traverse quatre fois l'Atlantique dans l'intérêt des missions religieuses du Canada, et fait deux fois naufrages. Après la reddition du Canada à la France, il revient à Québec de 1634 à 1638 et prend soin, en 1635, de l'église de Notre-Dame de Recouvrance. 
La lettre à son frère Jérôme Lalemant datée du 1er août 1626 inspirera la série des Relations des Jésuites de la Nouvelle-France, important témoignage du travail des missionnaires dans la colonie.
C'est lui aussi qui ouvre à Québec les premières écoles pour les enfants français et qui assiste Samuel de Champlain à ses derniers moments. À son retour à Paris en 1638, il exerce la fonction de procureur des jésuites du Canada. Il conseille notamment Jérôme Le Royer de La Dauversière dans son projet d'établissement d'une colonie sur l'île de Montréal. Son dernier voyage en Nouvelle-France a lieu en 1651. Il meurt à Paris le 18 novembre 1674, âgé de 87 ans. 
Il est l'auteur de La vie cachée de Notre Seigneur Jésus-Christ. 